# Neue Thüringer Hütte
Die Neue Thüringer Hütte ist eine Alpenvereinshütte im Besitz des Vereins Neue Thüringer Hütte e. V., einer Thüringer Sektionsgemeinschaft, die in Form eines Vereins geführt wird. Dem Verein gehören insgesamt fünf Sektionen (Apolda, Jena, Meiningen, Inselberg, Weimar) des Deutschen Alpenvereins an.

## Lage
Die Neue Thüringer Hütte liegt in 2212 m ü. A. über dem Talschluss des Habachtales in den Hohen Tauern.

## Geschichte

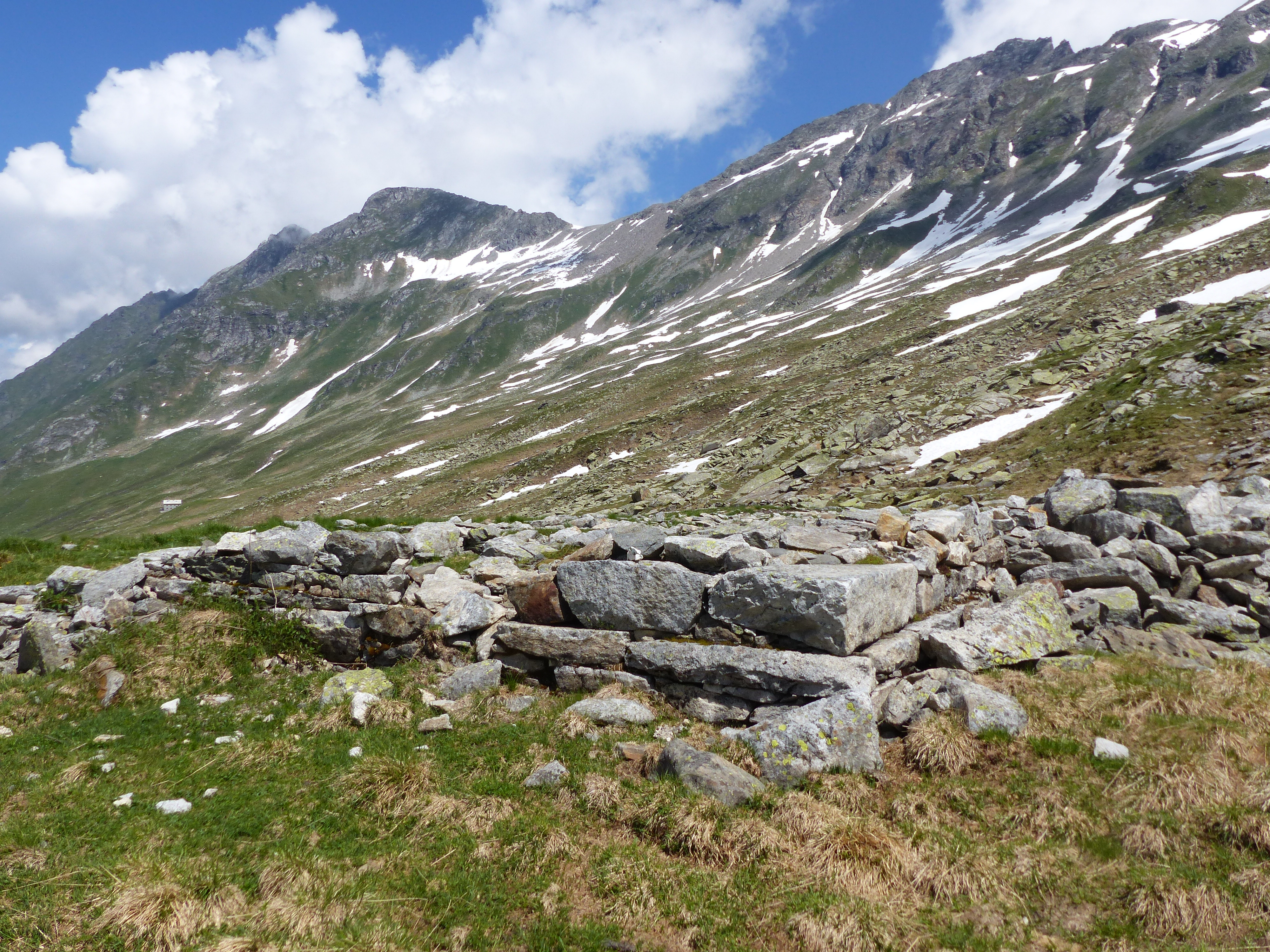
Ruine der Habachhütte. Die Neue Thüringer Hütte und die Ruine der Thüringer Hütte sind annotiert

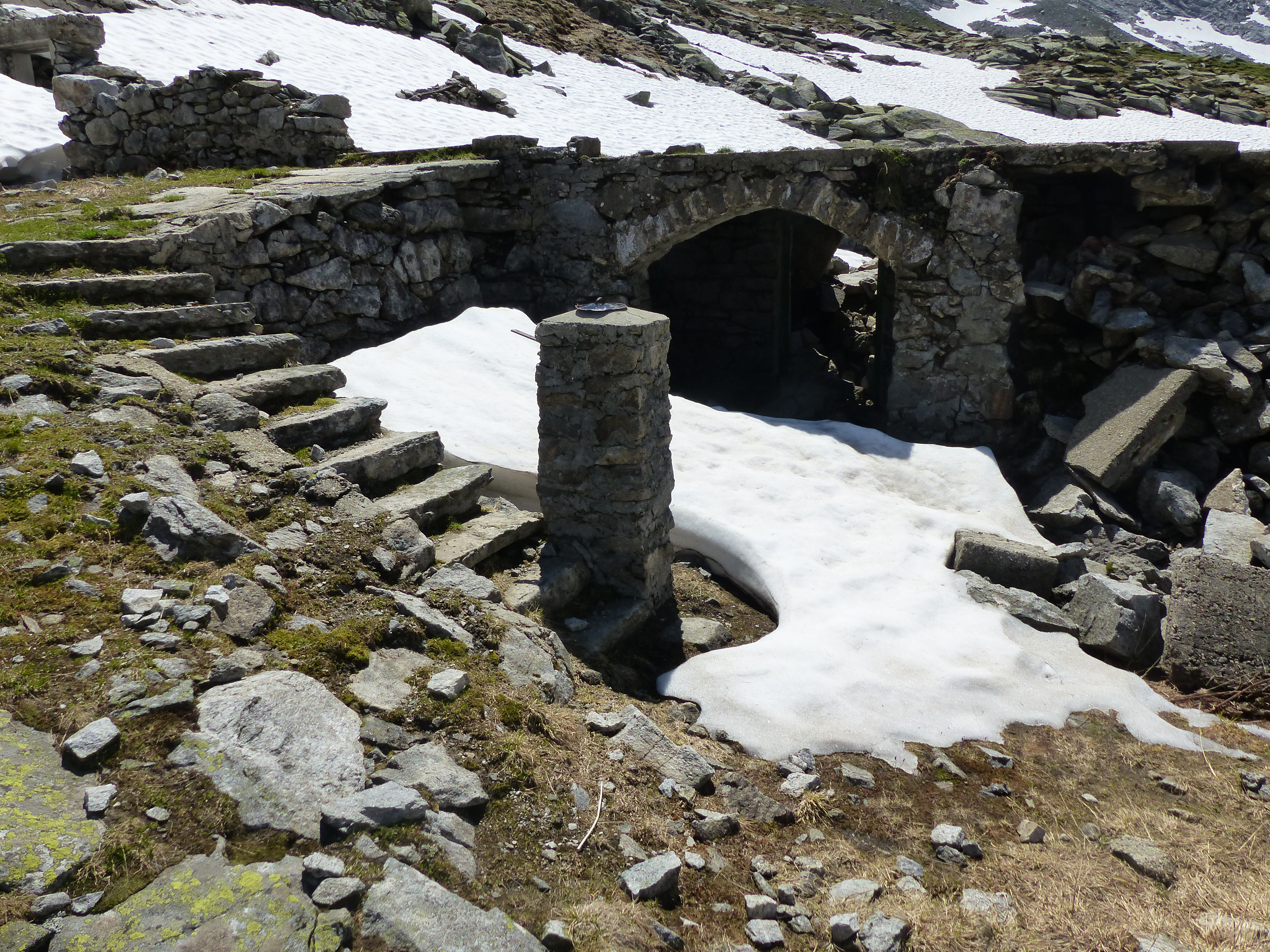
Ruine der Thüringer Hütte

Die Neue Thüringer Hütte hatte zwei Vorgängerbauten, die sich beide etwa 1 km südlich der heutigen Hütte befanden.
1897/1898 wurde die Habachhütte durch die Sektion Berlin des DÖAV erbaut (Lage). Die Habachhütte wurde im Winter 1913/1914 durch eine Staublawine bis auf die Grundmauern zerstört.
Nachdem die Sektion Weimar das Grundstück 1922 erworben hatte, wurde die (Alte) Thüringer Hütte 1925 bis 1926 ungefähr 160 Meter nordöstlich der zerstörten Habachhütte von zehn Thüringer Sektionen des DÖAV (Apolda, Hildburghausen, Jena, Meiningen, Pössneck, Rudolstadt, Saalfeld/Saale, Schleiz, Schmalkalden, Weimar), die sich zu einem Gauverband zusammengeschlossen hatten, erbaut (Lage).
Aufgrund des Verbots des Deutschen Alpenvereins nach dem Zweiten Weltkrieg, das in der DDR bis zu deren Ende Bestand hatte, war die Betreuung der Hütte durch die ursprünglichen Eigentümer für lange Zeit nicht mehr möglich. Im Jahr 1955 kam es zur Neugründung bzw. Sitzverlegung der Sektion Jena mit Sitz in Oberkochen, die die Hütte treuhänderisch verwaltete und sich aus juristischen Gründen 1972 in Sektion Oberkochen umbenannte. Diese verwaltete die Hütte bis 2002.
Im April 1968 wurde auch die Thüringer Hütte durch eine Staublawine zerstört, 1969 folgte noch eine Grundlawine.
Die Bauarbeiten für die Neue Thüringer Hütte begannen 1971 an einem lawinensicheren Standort etwa einen Kilometer entfernt auf der Großen Weitalm. Diese wurden 1972 abgeschlossen. Seit 12. Juni 2002 befindet sich die Neue Thüringer Hütte im Besitz des Vereins Neue Thüringer Hütte e. V.

## Aufstieg
- Vom Gasthaus Alpenrose (Lage) über den Normalweg, ca. 3½ Stunden
- Vom Gasthaus Alpenrose über Noitroi-Steig, ca. 2½ Stunden
- Vom Gasthaus Habachklause (Bramberg), ca. 5½ Stunden

## Touren von der Neuen Thüringer Hütte
- Blessachkopf (3050 m) ca. 4 Stunden
- Larmkogel (3017 m), ca. 2 Stunden
- Roßlahnerkopf (2997 m), ca. 2 Stunden
- Schwarzkopf (2997 m), ca. 4 Stunden
- Hohe Fürleg (3243 m), ca. 5 Stunden
- Plattiger Habach (3214 m), ca. 3 Stunden
- Kratzenberg (3022 m), ca. 4 Stunden
- Schafkopf (2922 m)

## Übergang zu anderen Hütten
- über Larmkogelscharte zur Neue Fürther Hütte (2201 m), ca. 4 Stunden
- über Schwarzkopfscharte zur Neuen Prager Hütte (2796 m), ca. 5½ Stunden

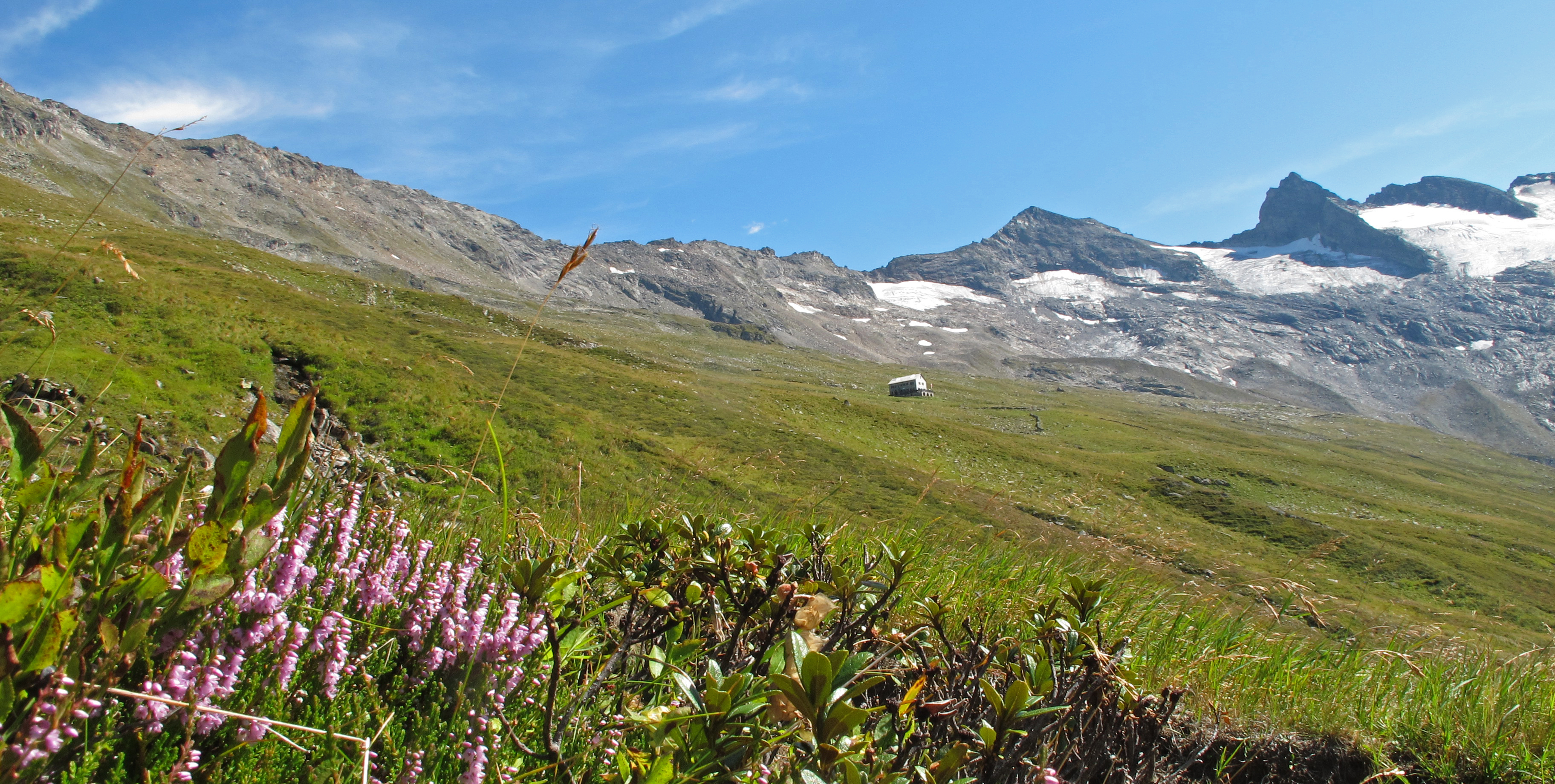
Hütte mit Kratzenberg und Schwarzkopf
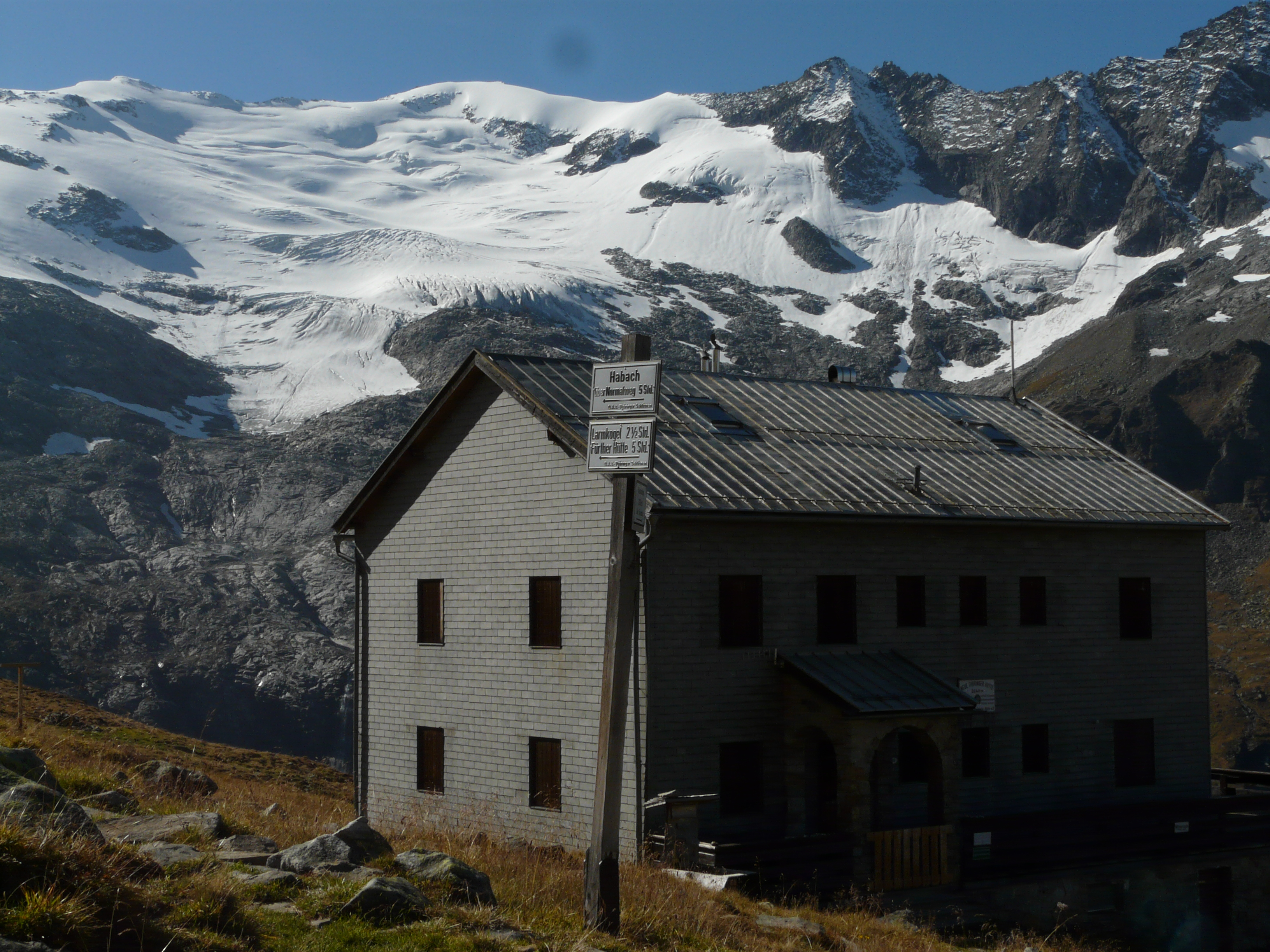
Hütte mit Habachkees
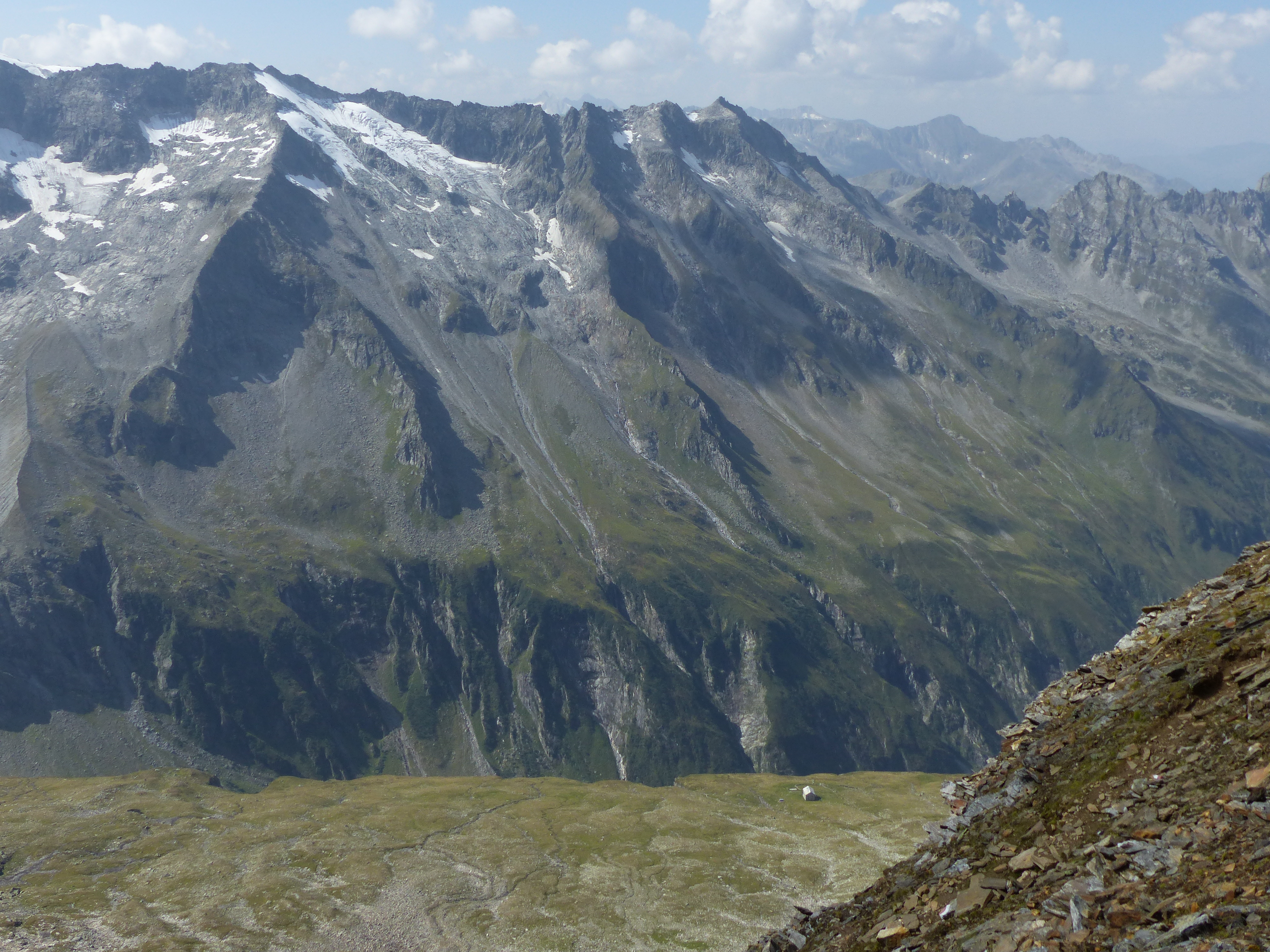
Blick auf die Hütte von der Larmkogelscharte